# Mirna Hernández Morales
Mirna Esmeralda Hernández Morales (3 de agosto de 1961) es una política mexicana, miembro del Partido Revolucionario Institucional (PRI). Ocupó el cargo de diputado federal en el periodo de 2012 a 2015.
Actualmente es Diputada Local suplente de la Diputada Montcerrat Hernández Pérez en la LXVI Legislatura del Congreso del estado de Hidalgo. 

## Biografía
Mirna Esmeralda Hernández Morales. Es feminista, licenciada en Derecho egresada de la Universidad Autónoma del Estado de Hidalgo (UAEH), cuenta con diplomados en Derecho Legislativo, Juicio de Amparo y Feminismo. Así como maestría en Derecho Civil y Procesal Civil, por el Poder Judicial del Estado de Hidalgo en convenio con la Universidad Nacional Autónoma de México. 
En el PRI ha sido consejera política municipal, estatal y nacional, presidenta del Movimiento Estatal de Mujeres del Movimiento Territorial en Hidalgo, coordinadora de Atención Social y subsecretaria de organización del comité directivo estatal. De 2002 a 2004 fue secretaria general del comité municipal del PRI en Pachuca de Soto. 
Diputada Local suplente.
En el gobierno de Hidalgo ha ocupado numerosos cargos, entre los que están: directora general del Instituto Hidalguense de las Mujeres, directora general del Instituto de Vivienda, Desarrollo Urbano y Asentamientos Humanos, Procuradora Federal de la Defensa del Trabajo, Contralora interna de la Procuraduría General de Justicia y Coordinadora I de Planeación en la Secretaría de Planeación y Desarrollo Regional. De 2009 a 2011 fue secretaria general del Ayuntamiento de Pachuca de Soto, y en 2011 fue presidenta del comité municipal del PRI en Pachuca.
En 2012 fue elegida diputada federal por el Distrito 6 de Hidalgo a la LXII Legislatura que concluyó en 2015. En la Cámara de Diputados fue Coordinadora de la bancada priista hidalguense, secretaria de la comisión de Vivienda; y de la comisión para la prevención, conservación y en su caso restauración del medio ambiente en las entidades federativas donde se ubican las instalaciones de PEMEX; así como integrante de las comisiones de Turismo; y; de Justicia. 
Cofundadora de la asociación civil Mujeres de Avanzada en el año 2015 siendo primera vicepresidenta.
Cofundadora de la asociación civil En familia rompamos el silencio, desde el año 2004.
Al término de la diputación , en el 2015 fue designada Secretaria de Planeación del gobierno del estado de Hidalgo, en la administración del gobernador Francisco Olvera Ruiz, permaneciendo un año en el cargo. En 2016 fue postulada candidata del PRI a presidenta municipal de Pachuca en las elecciones de ese año, no logrando la victoria, que correspondió a su competidora del PAN, Yolanda Tellería Beltrán.
Ofrece conferencias sobre la eliminación de la violencia hacia las mujeres e infantes. Participa como cofundadora y asesora de Mujeres de Avanzada, A.C. Capítulo Hidalgo y en el programa de radio Que hablen las mujeres.